# Bambie Thug
Bambie Ray Robinson, (uradno ime Anna Linnea Lagerqvist) znana pod umetniškim imenom Bambie Thug, irska pevka in besedilopiska, * 6. marec 1993.

## Kariera
Bambie je svoj glasbeni prvenec »Birthday« izdala leta 2021. Pozneje istega leta je izdala še tri pesmi.
Dne 11. januarja 2024 je Bambie Thug zmagala na irskem nacionalnem izboru za Pesem Evrovizije 2024 s pesmijo »Doomsday Blue«. Na Evroviziji je nastopila v prvem polfinalu 7. maja 2024 in se prebila v finale, v katerem je zasedla 6. mesto s 278 točkami. Njen nastop je bil najuspešnejši nastop Irske na Pesmi Evrovizije po letu 2000.
Njena zmaga na nacionalnem izboru je pritegnila veliko pozornost medijev. Pesem so kritizirale irske skrajno desničarske osebnosti, vključno s Hermannom Kellyjem, predsednikom irske svobodnjaške stranke. Do 6. februarja je več kot 2000 ljudi podpisalo peticijo za njeno diskvalifikacijo, kot razlog pa so navedli norčevanje iz nacionalne kulture. Drugače je pa sama pesem prejela tudi pohvale za svojo edinstvenost v primerjavi s preteklimi irskimi pesmimi, poslanimi na Pesem Evrovizije. 
Irski pevec Johnny Logan, ki je zmagal na tekmovanju za pesem Evrovizije za Irsko leta 1980 in 1987, je v Sunday Worldu izrazil prepričanje, da bi pesem lahko zmagala na Evroviziji, pri čemer je pohvalil njeno edinstvenost.

## Zasebno življenje
Bambie se je rodila v Macroomu očetu Švedu iz Stockholma in materi iz Corka ter ima tri sestre. Po diplomi iz gledališča se je dve leti učila pisanja in petja pesmi. Bambie so v otroštvu diagnosticirali ADHD. Trenutno prebivata v vzhodnem Londonu. V prostem času je občasno delala kot princesa na zabavah na dogodkih za invalidne otroke. Ukvarja se tudi z z neopoganskim čarovništvom. Je nebinarna oseba.

## Diskografija

### EP
| Naslov                                                                            | Podrobnosti                                                                                    | Najvišja uvrstitev na lestvici |
| Naslov                                                                            | Podrobnosti                                                                                    | LTU                            |
| --------------------------------------------------------------------------------- | ---------------------------------------------------------------------------------------------- | ------------------------------ |
| »Psilocyber«                                                                      | - Objavljeno: 14. maj 2021 - Založba: Unity Records - Formati: digitalni prenos, pretakanje    | —                              |
| »High Romancy«                                                                    | - Objavljeno: 27. oktober 2021 - Založba: Smol Records - Formati: digitalni prenos, pretakanje | —                              |
| »Cathexis«                                                                        | - Objavljeno: 13. oktober 2023 - Založba: Haus of Thug - Formati: digitalni prenos, pretakanje | 43                             |
| »—« označuje EP, ki se ni uvrstilo na lestvico ali ni bilo izdano na tem ozemlju. |                                                                                                |                                |

### Pesmi
| Naslov                                                                                 | Leto | Uvrstitev na lestvicah | Uvrstitev na lestvicah | Uvrstitev na lestvicah | Uvrstitev na lestvicah | Uvrstitev na lestvicah | Uvrstitev na lestvicah | Album / EP   |
| Naslov                                                                                 | Leto | IRE                    | FIN                    | LTU                    | NLD                    | SWE                    | UK                     | Album / EP   |
| -------------------------------------------------------------------------------------- | ---- | ---------------------- | ---------------------- | ---------------------- | ---------------------- | ---------------------- | ---------------------- | ------------ |
| »Birthday«                                                                             | 2021 | —                      | —                      | —                      | —                      | —                      | —                      | Psilocyber   |
| »P.M.P«                                                                                | 2021 | —                      | —                      | —                      | —                      | —                      | —                      | High Romancy |
| »Kawasaki (I Love It)«                                                                 | 2022 | —                      | —                      | —                      | —                      | —                      | —                      |              |
| »Headbang«                                                                             | 2022 | —                      | —                      | —                      | —                      | —                      | —                      |              |
| »Tsunami (11:11)«                                                                      | 2022 | —                      | —                      | —                      | —                      | —                      | —                      |              |
| »Merry Christmas Baby«                                                                 | 2022 | —                      | —                      | —                      | —                      | —                      | —                      |              |
| »Egregore«                                                                             | 2023 | —                      | —                      | —                      | —                      | —                      | —                      |              |
| »Careless«                                                                             | 2023 | —                      | —                      | —                      | —                      | —                      | —                      | Cathexis     |
| »Last Summer (I Know What You Did)« (skupaj z Jinka)                                   | 2023 | —                      | —                      | —                      | —                      | —                      | —                      | Cathexis     |
| »Doomsday Blue«                                                                        | 2023 | 23                     | 40                     | 9                      | 86                     | 64                     | 67                     | Cathexis     |
| »—« označuje pesmi, ki se niso uvrstile na lestvico ali ni bilo izdano na tem ozemlju. |      |                        |                        |                        |                        |                        |                        |              |